# 김태환 (프로게이머)
김태환 (1989년 5월 4일 ~ )은 대한민국의 전직 스타크래프트 II 프로게이머다. 종족은 테란이며, 아이디는 LiveForever이다.
2010년 ZeNEX 소속으로 활동하였다.
2011년 은퇴하였다.

## 주요 기록
- 2010년 2010 TG-Intel 스타크래프트 II OPEN Season 1 4강
- 2011년 2011 소니 에릭슨 글로벌 스타크래프트 II 리그 Jan. Code S 32강